# Nathalie Quintane
Nathalie Quintane es una escritora francesa nacida en París en 1964.
En 1993, Nathalie Quintane conoce a Stéphane Bérard y a Christophe Tarkos en Marsella. Juntos, fundan RR, una revista cuyo fin es parodiar los textos y la tradición poética actuales. La revista es distribuida de manera interna, es decir, casi exclusivamente a las figuras de la poesía de la época. Quintane publica, además, en otras revistas (Action Poétique, Nioques, Doc(k)s, Java e incluso la Revue de littérature générale). Participa en variadas lecturas públicas, tanto en Francia como en el extranjero y es la actriz principal de los filmes de Stéphane Bérard (Mortinsteinck, 1998).

## Evolución literaria
Sus seis primeros libros, publicados entre 1997 y 2001, consisten en una combinación o collage de frases, prosas cortas o fragmentos de relatos, que guardan una visión humorística y crítica sobre lugares comunes (cf. Jeanne Darc y Saint-Tropez) o sobre los géneros literarios, cultos o populares (cf. Remarques, Cheyne y Chaussure), la autobiografía (cf. Début) y los libros asociados a los estrenos de películas (cf. Mortinsteinck). En su escritura se reconoce la influencia de escritores “autorreflexivos”, como Diderot y Quincey, la poesía crítica de Isidore Ducasse y Francis Ponge y la Polipoesía de Minarelli.
Los libros de Quintane publicados a partir de 2004 (Formage, Antonia Bellivetti, Cavale) conservan una construcción fragmentada, no lineal, que incluye elementos arbitrarios en la trama (en Cavale, por ejemplo, se pasa de California a Picardie sin explicación alguna) y en los personajes (encuentros azarosos que no obedecen a una psicología particular). Sin embargo, estos rasgos podrían reflejar, casi tanto como una obra realista, la ferocidad de la historia y de las injusticias sociales, tema recurrente en la obra de Quintane (cf. en particular Una americana).

## Traducciones al español
Una americana, un híbrido poético, fue la primera obra completa traducida al español por Octavio Moreno Cabrera y publicada, en agosto de 2014, por Cabezaprusia, sello editorial de Profética Casa de la Lectura, con sede en Puebla, apoyado por el Fondo Nacional para la Cultura y las Artes de México.
Remarques fue traducido al español también por Octavio Moreno Cabrera y publicado en una edición bilingüe, observaciones | remarques, en marzo de 2015 por la editorial española Frac de medusas, "una asociación cultural sin ánimo de lucro que publica textos inéditos, descatalogados o nunca antes traducidos o distribuidos en España".